# Christian Spuck
Christian Spuck (Marburgo, 28 settembre 1969) è un coreografo e regista tedesco.

## Carriera
Christian Spuck studia danza classica e moderna alla John Cranko Schule di Stoccarda. Nel 1995 entra come danzatore nel Balletto di Stoccarda. Inizia a creare coreografie dal 1996 e acquista presto fama internazionale. Nel 2001 diventa coreografo principale del Balletto di Stoccarda, ma scrive anche per l'Aalto Ballett Theater di Essen e per altre compagnie. 
Innumerevoli compagnie in tutto il mondo hanno coreografie di Spuck nel loro repertorio. Fra queste, in Italia esegue sue opere l'Aterballetto.
All'inizio della stagione 2012/2013 Christian Spuck sostituisce Heinz Spoerli alla direzione del Balletto di Zurigo. A Zurigo crea Romeo und Julia una nuova versione coreografica del famoso balletto per le ballerine Katja Wünsche e Giulia Tonelli e Anna Karenina per la danzatrice Viktorina Kapitonova. Nel 2017 crea per il Balletto di Zurigo Messa da Requiem su musica di G. Verdi con protagoniste ancora Giulia Tonelli, Katja Wünsche e Yen Han e l'anno successivo il balletto Winterreise su musica di F. Schubert con il quale vince nel 2019 il Prix Benois de la Danse come migliore coreografo. Spuck collabora regolarmente con la costumista e scenografa inglese Emma Ryot.

## Opere principali
- 1996 Duo/Towards the Night, Noverre-Gesellschaft
- 1997 Songs from a Secret Garden, Noverre-Gesellschaft
- 1998 Passacaglia, Balletto di Stoccarda
- 1998 Amores I, Regional Arts Festival of Europe
- 1999 Dos Amores, Balletto di Stoccarda
- 1999 Morphing Games, Aterballetto
- 1999 Le Grand Pas de deux, Balletto di Stoccarda
- 2000 Das Siebte Blau, Balletto di Stoccarda
- 2000 Endless Waltz, Aalto Ballett Theater Essen
- 2000 Adagio für 6 Tänzer, New York City Ballet
- 2001 Carlotta's Portrait, Balletto di Stoccarda
- 2001 Songs, Balletto di Stoccarda
- 2001 Chaconne, Ballett des Staatstheaters Karlsruhe
- 2002 Nocturne, Balletto di Stoccarda
- 2002 Cupid and Death, Balletto di Stoccarda/Junge Oper Stuttgart
- 2003 This-, Ballett der Staatsoper, Berlino
- 2003 Lulu. Eine Monstretragödie, Balletto di Stoccarda
- 2004 Die Kinder, Aalto Ballett Theater Essen
- 2004 Shifting Portraits, Ballett des Staatstheaters Saarbrücken
- 2004 Cupid's Garden, Balletto di Stoccarda
- 2004 Pieces From a Lost Paradise, Balletto di Stoccarda
- 2005 Penelope, Film prodotto da ZDF e Arté con Marcia Haydée e Robert Tewsley
- 2005 ..., la peau blanche,..., Balletto di Stoccarda
- 2005 The Restless, Hubbard Street Dance 2
- 2005 Berenice, Opernproduktion, Theater und Philharmonisches Orchester Heidelberg
- 2006 Der Sandmann, Balletto di Stoccarda
- 2006 The Return of Ulysses, Balletto Reale delle Fiandre
- 2007 Sleepers Chamber, Balletto di Stoccarda
- 2007 Don Q., Theaterhaus Stuttgart
- 2007 Le tableau perdu, Balletto reale svedese
- 2007 Leonce und Lena, Aalto Ballett Theater Essen
- 2009 Orphée et Euridice, Balletto di Stoccarda e Staatsoper Stuttgart
- 2010 Poppea//Poppea - Ein Tanzstück, Gauthier Dance Theaterhaus Stuttgart
- 2012 Das Fräulein von S., Balletto di Stoccarda
- 2012 Romeo und Julia, Balletto di Zurigo
- 2013 Woyzeck, Balletto di Zurigo
- 2014 Anna Karenina, Balletto di Zurigo
- 2017 Messa da Requiem, Balletto di Zurigo
- 2018 Winterreise, Balletto di Zurigo

## Riconoscimenti
- Deutscher Tanzpreis Zukunft, 2006
- Leonce und Lena candidatura al Deutschen Theaterpreis Der Faust, 2008
- Die Kinder candidatura al Prix Benois de la Danse 2005
- Deutscher Theaterpreis Der Faust, 2011 per Poppea//Poppea
- Prix Benois de la Danse 2019 per la migliore coreografia con Winterreise Balletto di Zurigo..